# Kosmos 1459
Kosmos 1459, sovjetski vojni navigacijski i komunikacijski satelit iz programa Kosmos. Vrste je Parus.
Lansiran je 6. svibnja 1983. godine u 03:00 s kozmodroma Pljesecka, s mjesta 132/. Lansiran je u nisku orbitu oko planeta Zemlje raketom nosačem Kosmos-3M 11K65M. Orbita mu je 945 km u perigeju i 1016 km u apogeju. Orbitne inklinacije je 82,97°. Spacetrackov kataloški broj je 14057. COSPARova oznaka je 1983-042-A. Zemlju obilazi u 104,70 minuta. Pri lansiranju bio je mase 810 kg. 
Iz misije je ostao još jedan dio koji je ostao kružiti u niskoj orbiti.

## Vanjske poveznice
- N2YO.com Search Satellite Database (engl.)
- Celes Trak SATCAT Format Documentation (engl.)
- Kunstman  Arhivirana inačica izvorne stranice od 12. kolovoza 2019. (Wayback Machine) Satellites in Orbit (engl.)